# Hao Jialu
Hao Jialu (în chineză: 郝佳露 Hǎo jiā lù; n. 20 august 1987, Taiyuan, China) este o scrimeră chineză specializată pe spadă.
S-a alăturat lotului chinez în sezonul 2013-2014. A ajuns în sferturile de finală la etapa de Cupa Mondială de la Rio de Janeiro și a cucerit medalia de aur la Grand Prix-ul de la Havana. Sezonul următor nu a fost atât de reușit, dar a câștigat medalia de argint pe echipe la Campionatul Asiatic de la Singapore, echipa Chinei fiind învinsă de Coreea de Sud în finală. Apoi a fost laureată cu aur pe echipe la Campionatul Mondial de la Moscova, după ce China a trecut de România.